# 杜夢龍
杜夢龍（16世紀—17世紀），字禹門，廣東廣州府番禺縣人，明朝政治人物。

## 生平
杜夢龍是天啟元年（1621年）辛酉科廣東鄉試舉人，崇禎四年（1631年）授安鄉知縣，他個性慈祥，判案總感到悲痛，唯恐誤判人民入罪，縣治西邊牆臨近河流，春夏河水泛濫令牆崩塌，他運用河潭漁利銀十兩，又捐資買巨石修築河坡，城牆賴以堅固，在任七年人民感恩其惠愛，在東門刻有《令安批記》並建生祠，有歌謠稱頌：「日午常看琴作侶，夜深惟有鶴相隨。」後因病在路途去世。

## 引用
1. 1 2  同治《番禺縣志·卷四十二·列傳十一》：杜夢龍，字禹門，天啟元年舉人，崇正四年蒞安鄉，性慈厚，民陷法者每拊膺，恐誤罹重典，縣治西牆濱河，水齧牆圮，捐資甃以巨石，官七載政治民懷，建生祠東門外，輿誦有云：「日午常看琴作侶，夜深惟有鶴相隨。」可想其概矣，後以疾卒道途。 據《澧州志》補
2. ↑  光緒《安鄉縣志·卷四·官師》：杜夢龍，字禹門，廣東番禺人，由舉人崇禎辛未蒞任，慈惠溫穆，不尚畸刻，鞫民或陷法者屢手拊其膺，恐誤羅非刑，縣治西牆濱河，春夏水泛崩前牆因之圮，公詳請河潭漁利銀十兩，復捐貲湊買巨石堅築河坡，牆賴以固，治安七載惠愛浹洽，民謠曰：「日午常看琴作侶，夜深惟有鶴相隨。」可以知其概矣，刻有《令安批記》城東，士民構建生祠勒碑於其亭，後以疾卒，道路感泣。